# 一茶ゆかりの里 一茶館
一茶ゆかりの里一茶館（いっさゆかりのさといっさかん）は、長野県上高井郡高山村にある、村立の小林一茶の登録博物館である。正式名称は、「歴史公園信州高山一茶ゆかりの里」で「一茶館」の愛称がつけられている。

## 経緯
小林一茶は、47歳の時この地の豪農であった久保田春耕を訪れた。春耕から父久保田兎園の離れ屋を逗留先として提供され、以後65歳で亡くなるまでこの地を頻繁に訪れた。高山村の一茶の門人の子孫の家には、父の終焉日記、浅黄空、俳諧寺抄録など一茶の真蹟が平成の時代まで数多く残されていた。
1996年（平成8年）高山村は、久保田家から離れ屋の寄贈を受け、移築復元するとともに一茶の遺墨や関連資料を展示する村立の博物館施設として、「歴史公園信州高山一茶ゆかりの里一茶館」を建設した。収蔵する一茶の真筆は約50点で収蔵数日本一を誇る。収蔵資料のほとんどは、一茶の門人であった久保田春耕の子孫から寄託されたものであったが、2014年6月、その全てが高山村に寄贈された。
傾いた銅板葺きの屋根が特徴的な建物の設計は岡田新一。

## 施設
- 工事期間：平成7年（1995年）11月 - 平成8年（1996年）10月
- 敷地面積7114㎡、床面積1098㎡
- 1F：展示室／事務室／研究室／収蔵庫／ショップコーナー／ラウンジ
- 2F：展望ロビー／多目的室（映像、特別展示、会議）
- 離れ屋（村指定文化財）
- 広場：句碑広場／庭園／中庭
- 駐車場：普通車20台、大型3台

### 開館日時・料金
開館時間：午前9時〜午後5時（入館は午後4時まで）
- 休館日：月曜日（休日の場合は翌日）休日の翌日。桜と紅葉の季節は毎日開館。
- 観覧料：一般500円（20名以上の団体：400円）、中学生以下無料、離れ家使用料1グループ1,000円。離れ家使用は予約が必要。

### 収蔵資料
- 一茶遺墨：51点
- 一茶関連資料：270点

## 展示物
- 映像小劇場「一茶・こころの旅」：一茶の生涯の行動を特徴づける“旅”を模型と映像を駆使した合成映像で紹介。
- 一茶の生涯：小林一茶の生い立ちから晩年までの特に印象的な出来事を、伝統工芸士金林真多呂が手がけた木目込み人形で再現するとともにグラフィックでわかりやすく説明。
- 一茶と信州高山：高山村における一茶の俳諧活動の様子と一茶が高山村で詠んだ俳句を、四季折々の景観とあわせて紹介。
- 一茶の遺墨：三大作品のひとつ「父の終焉日記」の原本などの遺墨を常設展示。
- 一茶をとりまく人びと：一茶の友人や弟子たちの作品を紹介。
- 一茶研究の流れ：江戸時代末期から現代までの時代の流れと一茶研究の特徴を紹介、資料とあわせて展示。
- アニメーション「父の終焉日記」：父が病の床についてから臨終・初七日までの出来事を綴った一茶の日記をアニメーションで紹介。
- 兎園さんの球石：久保田家の天満宮に200年以上奉納されていた久保田兎園の集めたとされる8個の丸い石を展示。
- 一茶逗留の離れ家：門人の久保田春耕から提供された離れ家を、保存展示。句会等に使用することができる。
- 句碑広場：一茶の句碑6基を設置した芝生広場。
- 2013年の一茶生誕250年を記念して「一茶の動物俳句カルタ」、「一茶ものがたり 小林一茶と信州高山」の出版など精力的な事業が展開されている。

## 交通アクセス
- 長野駅から長野電鉄須坂駅下車、山田温泉行きのバスで約１５分。最寄りの停留所は「役場下」または「紫」。須坂駅からタクシーで約10分。
- 上信越自動車道 須坂長野東インターチェンジより20分、または小布施パーキングエリアスマートICより10分。

## 周辺観光スポット
- 森林スポーツ公園YOU游ランド
- 蕨温泉
- 子安温泉
- 山田温泉、山田温泉スキー場（山田温泉キッズスノーパーク）
- 松川渓谷温泉
- 五色温泉
- 七味温泉
- 奥山田温泉、山田牧場スキー場（YAMABOKUワイルドスノーパーク）
- 松川渓谷（新緑と紅葉）
- 雷滝
- 八滝
- 高山村五大桜　シダレザクラ（枝垂れ桜）（村内各地に1本桜の古木）
- 福島正則屋敷跡
- 高山村歴史民俗資料館